# Йохан Йозеф фон Бройнер
Йохан Йозеф фон Бройнер (на немски: Johann Joseph Graf von Breuner; * 12 януари 1687/2 януари 1688; † 2 януари 1762) е граф на Бройнер в Австрия.

## Произход
Той е най-големият син (от осем деца) на граф Филип Игнац фон Бройнер (1653 – 1722) и съпругата му Мария Елизабет Юдит Брайнер фон Ашпарн (1660 – 1712), дъщеря на граф Ернст Фридрих Брайнер фон Ашпарн и Мария Евзебия Нотхафт фон Вернберг. Внук е на Фердинанд Ернст фон Бройнер (1607 – 1666) и третата му съпруга Изабела Клара Цецилия Ногарола († 1691). Баща му е полубрат на Йохан Йозеф фон Бройнер (1641 – 1710), архиепископ на Прага (1695 – 1710).
През 1693 г. фамилията е издигната на имперски граф.

## Фамилия
Първи брак: през 1722 г. с графиня Мария Изабела фон Алтхан (* 22 януари 1690; † 5/6 октомври 1720), дъщеря на Йохан Кристоф фон Алтхан (1633 – 1707) и третата му съпруга графиня Мария Юлиана фон Ратмансдорф († 1691). Бракът е бездетен.
Втори брак: на 18 май 1721 г. с графиня Мария Франциска фон Ауершперг (* 4 октомври 1691; † 6 юли 1725), дъщеря на княз Франц Карл фон Ауершперг, херцог на Мюнстерберг-Франкенщайн (1660 – 1713) и графиня Мария Тереза фон Рапах (1660 – 1714). Те имат една дъщеря:
- Мария Анна Алойзия Роза (1724 – 1731)

Трети брак: на 11 ноември 1725 г. с графиня Мария Кристина Вилхелмина фон Залм-Райфершайт (* 22 юни/5 октомври 1695, Виена; † 4 март 1745/4 март 1749), дъщеря на алт-граф Франц Вилхелм фон Залм-Райфершайт (1672 – 1734) и графиня Мария Анезка Агата Славата (1674 – 1718). Бракът е бездетен.
Четвърти брак: на 28 февруари 1751 г. с графиня Гуидобалдина фон Щархемберг (* 5 декември 1706; † 22/23 юни 1767, Виена), вдовица на граф Адам Максимилиан Франц фон Щархемберг (1669 – 1741), дъщеря на граф Гундемар Йозеф фон Щархемберг (1680 – 1743) и Мария Антония Йоргер цу Толет († 1730). Бракът е бездетен.